# Ladná
Ladná (em alemão:  Rampersdorf) é uma comuna checa localizada na região de Morávia do Sul, distrito de Břeclav‎.